# جون جاكوبسن
جون جاكوبسن هو دراج دنماركي، ولد في 26 مايو 1914 في كوبنهاغن في الدنمارك، وتوفي في 29 ديسمبر 1987.

## وصلات خارجية
- جون جاكوبسن على موقع أرشيف الدراجات (الإنجليزية)
- جون جاكوبسن على موقع إحصائيات الدراجات الإحترافية (الإنجليزية)
- جون جاكوبسن على موقع أوليمبيديا (الإنجليزية)